# 로렌스 스턴

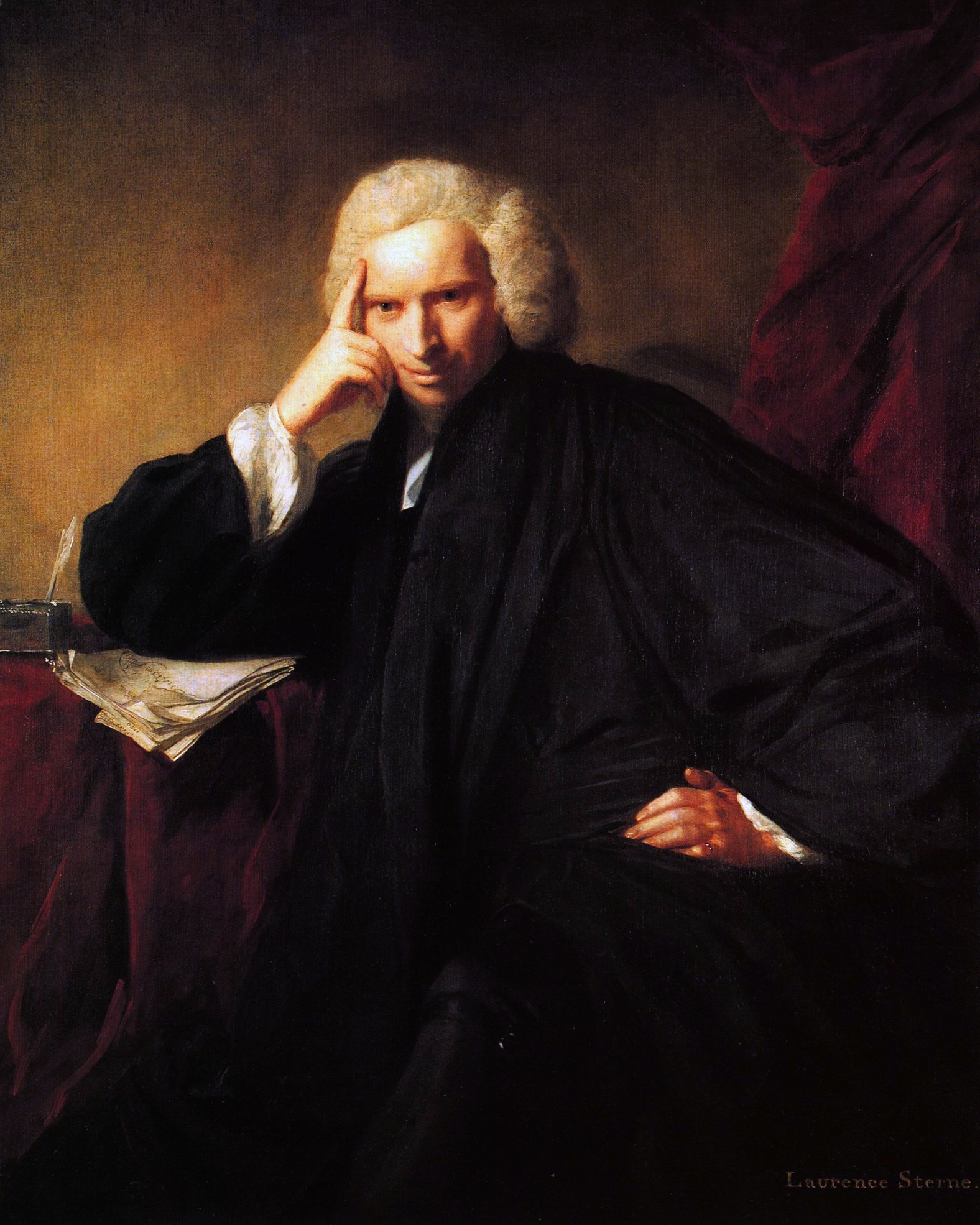
로렌스 스턴

로런스 스턴(로렌스 스턴, Laurence Sterne, 1713년 ~ 1768년)은 영국의 소설가이다. 아일랜드에서 출생하여 요크에서 성직에 있었으며, 50세 가까운 나이가 되어 기서(奇書) 《트리스트럼 샌디》를 출판할 무렵까지는 지방적으로 문명(文名)을 인정받고는 있었지만 한 사람의 목사에 불과하였다. 그가 이 소설을 쓸 계기가 된 것은 요크 교회 내의 분쟁에 있어서 반대파를 야유하기 위해서였다. 이는 우의(寓意) 이야기로서 1760년에 《샌디》 제1·2권을 출판하여 일약 문단과 사교계의 일인자가 되었다. 따라서 《샌디》는 발생부터 풍자적인 색채가 짙은 것이었으나 줄거리의 진전에 따라 오히려 인간의 기미(機微)를 즐기는 방향으로 옮겨 가서 이 경향은 그가 죽은 해인 1768년에 나온 프랑스·이탈리아 여행기 《풍류기행(風流紀行)》에 가장 강하게 나타나게 되었다. 소설가로서의 스턴은 그의 성적(性的)인 관심과 구성이 무질서했기 때문에 19세기를 통하여 엄한 비판을 받았으나 금세기에 와서는 이야기 형식의 파괴로서 소설의 가능성과 영역을 크게 확대한 것이라 하여 수법의 면에서도 중요시되어 높이 평가되고 있다.

## 같이 보기
- 윌리엄 메이크피스 새커리